# Eilert Tscherning (kirurg)
Eilert Adam Tscherning, född 5 maj 1851 i Köpenhamn, död där 4 maj 1919, var en dansk kirurg. Han var son till A.F. Tscherning.
Tscherning tog 1875 medicinsk examen och deltog som ung kandidat i rysk-turkiska kriget 1877–78, då han ledde ett turkiskt lasarett i Erzurum. Efter att ha varit kandidat vid Kommunehospitalet i Köpenhamn blev han medicine doktor 1881 på avhandlingen Lokaltuberkulosens Betydning for Tumor albus, och hela hans följande utveckling blev knuten till nämnda sjukhus, där han var prosektor (1881–83), reservkirurg (1884–87) och från 1893 till sin död var anställd som överkirurg. År 1900 erhöll han professors titel. 
Tscherning var medstiftare av Nordisk kirurgisk forening och Dansk kirurgisk selskab samt av Radiumfondet. Som ordförande i Det medicinske selskab 1896–98 utgav han 1897 dettas jubileumsskrift Det medicinske selskab i København. Han var även verksam i Arbejderforsikringsrådet, och under första världskriget organiserade och ledde han La mission sanitaire danoise i Le Tréport. Med anledning av sitt 25-årsjubileum som överkirurg hyllades Tscherning 1918 med en festskrift av vänner och kolleger.